# Метяки
Метяки (якут. Мэтэки) — село в Верхоянском улусе Якутии России. Входит в состав Арылахского наслега.

## География
Село находится в северной части Якутии, в болотистой местности, на расстоянии 212 километров от административного центра улуса — посёлка Батагай и в 70 километрах от центра наслега — села Бала.
Уличная сеть
Комсомольская ул. и Речная ул.
Климат
Климат характеризуется как резко континентальный, с продолжительной морозной малоснежной зимой и коротким прохладным летом. Средняя температура воздуха самого тёплого месяца (июля) составляет 16-17 °C; самого холодного (января) −38 −48 °C. Среднегодовое количество атмосферных осадков составляет 150—300 мм. Снежный покров держится в течение 215—235 дней в году.

## История
Согласно Закону Республики Саха (Якутия) от 30 ноября 2004 года N 173-З N 353-III село вошло в образованное муниципальное образование Арылахский наслег.

## Население
| 2002 | 2010 | 2021 |
| ---- | ---- | ---- |
| 32   | ↘16  | ↘0   |

Национальный состав
Большинство жителей якуты.
Согласно результатам переписи 2002 года, в национальной структуре населения якуты составляли 97 % из 32 чел.

## Инфраструктура
Дизельная электростанция Верхоянских электрических сетей АО «Сахаэнерго»
Скотоводство.